# Saprinus pensylvanicus
Saprinus pensylvanicus är en skalbaggsart som först beskrevs av Gustaf von Paykull 1811.  Saprinus pensylvanicus ingår i släktet Saprinus och familjen stumpbaggar. Inga underarter finns listade i Catalogue of Life.